# Maximilian Bauer (Fußballspieler, 1995)
Maximilian Bauer (* 23. Februar 1995 in Dachau) ist ein ehemaliger deutscher Fußballspieler, der heute als -trainer tätig ist.

## Karriere
Bauer spielte bis zum 16. Lebensjahr für den TuS Geretsried, einem Mehrspartenverein im gleichnamigen Ort im oberbayerischen Landkreis Bad Tölz-Wolfratshausen, bevor er in die Jugendabteilung des FC Bayern München wechselte. Nachdem er eine Saison lang für die B- und ein halbes Jahr für die A-Jugendmannschaft gespielt hatte, wurde er in der Winterpause der Saison 2012/13 von der SpVgg Unterhaching verpflichtet.
Von September bis November der Saison 2014/15 kam er für die zweite Mannschaft in der fünftklassigen Bayernliga in zwölf Punktspielen zum Einsatz und erzielte bei seinem Debüt am 6. September 2014 (12. Spieltag) bei der 2:4-Niederlage im Auswärtsspiel gegen den TSV 1896 Rain mit dem Treffer zum 2:2 in der 60. Minute sein erstes Tor im Seniorenbereich. In diesem Spiel wurde er zwanzig Minuten später mit der Gelb-roten Karte des Feldes verwiesen. In der Rückrunde des Saison 2014/15 bestritt er drei Punktspiele in der viertklassigen Regionalliga Bayern für den SV Heimstetten auf Leihbasis.
Nach seiner Rückkehr zur SpVgg Unterhaching bestritt er 48 Punktspiele in der Regionalliga Bayern und trug mit 25 Punktspielen und einem Tor in der Saison 2016/17 zur Meisterschaft bei und wurde auch in den beiden Aufstiegsspielen zur 3. Liga eingesetzt. Sein Debüt im Profifußball gab er am 22. Juli 2017 (1. Spieltag) bei der 0:3-Niederlage im Auswärtsspiel gegen die zweite Mannschaft von Werder Bremen von Beginn an – bis zu seiner Auswechslung für Alexander Piller in der 72. Minute. Nachdem er sein letztes Ligaspiel am 36. Spieltag der Drittligasaison 2018/19 absolviert hatte, nahm der Verteidiger in der Länderspielpause im November 2019 als Probespieler an einem Testspiel des Ligakonkurrenten SV Meppen teil, wurde von diesem jedoch nicht verpflichtet.
In der folgenden Spielzeit wurde der Verteidiger nur einmal im bayerischen Landespokal eingesetzt und schloss sich Ende Januar 2020 dem Regionalligisten 1. FC Schweinfurt 05 an. Dort unterschrieb er einen bis Juni 2021 gültigen Vertrag und sollte den verletzten Ronny Philp ersetzen. In weiterer Folge kam er jedoch nur zu zwei Regionalligaeinsätzen und fiel danach im Frühjahr 2021 aufgrund einer Meniskusverletzung wochenlang aus. Im Zuge dieser Verletzung musste er mehrmals operiert werden, wobei unter anderem auch ein Splitter aus dem Gelenk entfernt werden musste. Am Ende der Saison beendete er 26-jährig seine Karriere als Aktiver. Während seiner Verletzungspause erwarb er am International Football Institute in Ismaning das Hochschulzertifikat Spielanalyse im Profifußball und beschäftigte sich dafür ausführlich mit dem Thema Videoanalyse.
Seit November 2022 ist er Co-Trainer des bayrischen Bezirksligisten FC Penzberg.

## Erfolge
- Meister der Regionalliga Bayern 2017 und Aufstieg in die 3. Liga 2017
- Bayerischer Pokal-Finalist 2016 (mit der SpVgg Unterhaching)